# Ping'an (socken i Kina, Guangxi)
Ping'an (kinesiska: 平安乡, 平安) är en socken i Kina. Den ligger i den autonoma regionen Guangxi, i den södra delen av landet, omkring 350 kilometer nordost om regionhuvudstaden Nanning. Antalet invånare är 32832. Befolkningen består av 15 505 kvinnor och 17 327 män. Barn under 15 år utgör 18,0 %, vuxna 15-64 år 70 %, och äldre över 65 år 10,0 %.
Genomsnittlig årsnederbörd är 2 243 millimeter. Den regnigaste månaden är juni, med i genomsnitt 464 mm nederbörd, och den torraste är oktober, med 47 mm nederbörd.